# Rolla C. Carpenter

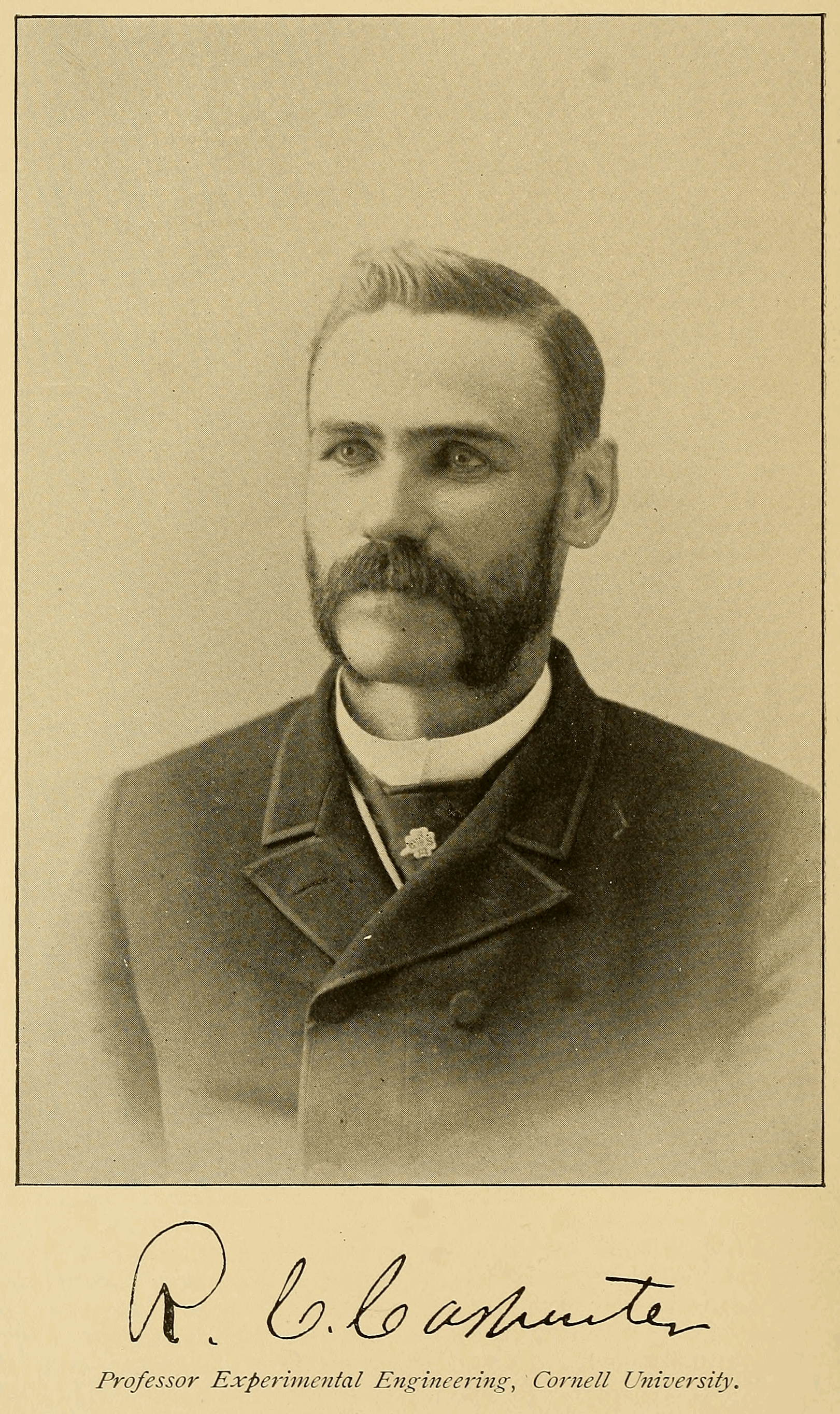
Rolla Clinton Carpenter, aus: „Cassier's Magazine“, Januar 1892.

Rolla Clinton Carpenter (* 26. Juni 1852 in Orion, Michigan; † 1919) war ein US-amerikanischer Ingenieur, Hochschullehrer und Sachbuchautor.

## Familie
Rolla C. Carpenter wurde am 26. Juni 1852 in Orion (heute Lake Orion), Michigan, als Sohn von Charles K. und Jeanette Carpenter, geb. Coryell, geboren. Sein jüngerer Bruder war der Wasserbauingenieur und Hochschullehrer für Mathematik, Louis George Carpenter, (* 28. März 1861 in Orion; Michigan; † 12. September 1935 in Denver, Colorado). Seine weiteren Geschwister waren William Leland Carpenter (1854–1936), Blanche Carpenter (verheiratete Seeley) (1857–1945) und Mary Carpenter (verheiratete Mayo) (1866–1955).
Rolla C. Carpenter heiratet Marion Dewey im Jahr 1876 in Greenville (Michigan). Das Paar hatte drei Kinder: George Dewey (* 1882), Naomi Jeanette (* 1879) und Charles K. (* 1884).

## Karriere
Rolla C. Carpenter erwarb 1873 den Bachelor of Sciences (B.S.) am Michigan State Agricultural College (M.A.C., heute Michigan State University) und arbeitete dann etwa ein Jahr lang als Ingenieur für eine Eisenbahngesellschaft. 1875 erwarb er ein Diplom als Civil Engineer von der University of Michigan in Ann Arbor, 1876 erwarb er den Master of Sciences (M.S.), 1888 den Master of Medical Education (M.M.E.). 1907 wurde er Ehrendoktor der Rechtswissenschaften (LL.D.) des Michigan State Agricultural College. Von 1875 bis 1890 war er Professor für Mathematik und Bauingenieurwesen am Michigan State Agricultural College; in dieser Zeit entwarf er einen Großteil des Gebäudes der damals noch neuen Landwirtschaftshochschule und betreute deren Bau. 1887 gründete er zusammen mit Professor William James Beal in der Nähe des Michigan State Agricultural College die Siedlung „Collegeville“, aus der später die Stadt East Lansing, Michigan, hervorging.
Er entwarf einen Damm am Red Cedar River.
1890 wurde er als „Associate Professor of Experimental Engineering“ an die Cornell University in Ithaca, New York, berufen. Carpenter war 1893 Juror (Preisrichter) für Maschinen und Transport auf der Weltausstellung in Chicago (World’s Columbian Exposition). 
Carpenter war Direktor der „Mississippi Valley Portland Cement Company“ in Louisiana (Missouri) und arbeitet als beratender Ingenieur für verschiedene Zement-Hersteller wie Helderburg Cement, Cayuga Lake Cement, Belleville Cement, Kosmos Cement, Quaker Cement, California Portland Cement; außerdem für Kraftwerksgeselllschaften wie die Ontario Power Company in Niagara Falls (Ontario) und die Apple River Power Company in Saint Paul (Minnesota) sowie für Stadtbahngesellschaften wie die Utica Street Railroad und die Cortland Street Railroad.
Rolla C. Carpenter war Gutachter in der gerichtlichen Auseinandersetzung um das Selden-Patent über Automobile zwischen 1899 und 1911.
1915 untersuchte er im Auftrag der amerikanischen Akademie der Wissenschaften (Academy of Science) die Böschungsrutschungen am Panamakanal.
Carpenter wurde 1898 Präsident der Amerikanischen Gesellschaft der Heizungs- und Lüftungsingenieure („American Society of Heating and Ventilating Engineers“). Er war überdies Mitglied in der „American Society of Mechanical Engineers“, „American Socitey of Mining Engineers“, „American Society of Automobile Engineers“ und der „American Society of Refrigerating Engineers“.

## Publikationen
Neben zahlreichen wissenschaftlichen Aufsätzen veröffentlichte er folgende Fachbücher:
- „Experimental Engineering and Manual for Testing“ (1890)
- „Heating and Ventilating Buildings: a Manual for Heating Engineers and Architects“ (John Wiley & Sons, 1891)
- „Instructions for Mechanical Laboratory Practice: Text-Book of Experimental Engineering“ (John Wiley & Sons, 1892)
- „Internal Combustion Engines: Their Theory, Construction and Operation“ (D. Van Nostrand Co., 1908) (Mitautor)